# 変幻自在 (PENGUIN RESEARCHの曲)
「変幻自在」（へんげんじざい）は、PENGUIN RESEARCHの楽曲。同バンドの6枚目のシングルとして2023年1月18日に発売された。発売元はSACRA MUSIC。

## 概要
前作「決闘」より約3年8ヶ月ぶりのシングル。
表題曲『変幻自在』はテレビアニメ『アルスの巨獣』のオープニングテーマ曲として起用された。この曲についてPENGUIN RESEARCHは「世界が何一つ思い通りの姿でなかったとしても、奥底の想いだけは誰にも奪われないように。そんな気持ちを、『アルスの巨獣』の世界、人々に重ねて曲にしました。彼らの旅と一緒に楽しんでもらえたら嬉しいです」とコメントしている。
通常盤と期間生産限定盤の2形態でのリリース。期間生産限定盤には、テレビアニメ『アルスの巨獣』の描きおろしイラストを使用したミニポスター＆三方背ケース仕様、アニメのノンクレジットオープニング映像と『変幻自在』のミュージックビデオを収録したDVDが同梱されている。

## 収録曲
| 全作詞・作曲: 堀江晶太、全編曲: 堀江晶太、PENGUIN RESEARCH。 |                                                              |          |            |      |
| #                                                            | タイトル                                                     | 作詞     | 作曲・編曲 | 時間 |
| 1.                                                           | 「変幻自在」(テレビアニメ『アルスの巨獣』オープニングテーマ) | 堀江晶太 | 堀江晶太   | 2:40 |
| 2.                                                           | 「大脱走」                                                   | 堀江晶太 | 堀江晶太   | 3:19 |
| 3.                                                           | 「ホームカミング」                                           | 堀江晶太 | 堀江晶太   | 3:16 |
| 4.                                                           | 「変幻自在 -Instrumental-」                                  | 堀江晶太 | 堀江晶太   | 2:42 |
| 5.                                                           | 「変幻自在 -TV size-」                                       | 堀江晶太 | 堀江晶太   | 1:29 |
| 合計時間:                                                    | 合計時間:                                                    | 13:26    |            |      |

| #         | タイトル                                         | 作詞 | 作曲・編曲 |
| --------- | ------------------------------------------------ | ---- | ---------- |
| 1.        | 「変幻自在」(MV)                                 |      |            |
| 2.        | 「TVアニメ「アルスの巨獣」ノンクレジットOP映像」 |      |            |
| 合計時間: | 合計時間:                                        | 0:00 |            |